# Футбол на літніх Олімпійських іграх 2020
Змагання з футболу на літніх Олімпійських іграх 2020 року пройшли в Токіо та інших містах Японії з 22 липня по 7 серпня 2021 року.

## Розклад змагань
| Г | Груповий раунд | ¼ | Чвертьфінали | ½ | Півфінали | Т | Матч за 3-тє місце | Ф | Фінал |

| Раунд↓/Дата → | Ср 21 | Чт 22 | Пт 23 | Сб 24 | Нд 25 | Пн 26 | Вт 27 | Ср 28 | Чт 29 | Пт 30 | Сб 31 | Нд 1 | Пн 2 | Вт 3 | Ср 4 | Чт 5 | Пт 6 | Сб 7 |
| ------------- | ----- | ----- | ----- | ----- | ----- | ----- | ----- | ----- | ----- | ----- | ----- | ---- | ---- | ---- | ---- | ---- | ---- | ---- |
| Чоловіки      |       | Г     |       |       | Г     |       |       | Г     |       |       | ¼     |      |      | ½    |      |      |      | Т/Ф  |
| Жінки         | Г     |       |       | Г     |       |       | Г     |       |       | ¼     |       |      | ½    |      |      |      | Т/Ф  |      |

## Місце проведення
Турнір відбувався на семи стадіонах.
| Токіо                      | Тьофу                                        | Сайтама                                      | Йокогама                                     |
| -------------------------- | -------------------------------------------- | -------------------------------------------- | -------------------------------------------- |
| Новий національний стадіон | Стадіон Токіо                                | Стадіон «Сайтама 2002»                       | Міжнародний стадіон Йокогами                 |
| 60 102                     | 48 000                                       | 62 000                                       | 70 000                                       |
|                            |                                              |                                              |                                              |
| Касіма                     | Йокогама Сайтама Сендай Токіо Касіма Саппоро | Йокогама Сайтама Сендай Токіо Касіма Саппоро | Йокогама Сайтама Сендай Токіо Касіма Саппоро |
| Стадіон Касіми             | Йокогама Сайтама Сендай Токіо Касіма Саппоро | Йокогама Сайтама Сендай Токіо Касіма Саппоро | Йокогама Сайтама Сендай Токіо Касіма Саппоро |
| 42000                      | Йокогама Сайтама Сендай Токіо Касіма Саппоро | Йокогама Сайтама Сендай Токіо Касіма Саппоро | Йокогама Сайтама Сендай Токіо Касіма Саппоро |
|                            | Йокогама Сайтама Сендай Токіо Касіма Саппоро | Йокогама Сайтама Сендай Токіо Касіма Саппоро | Йокогама Сайтама Сендай Токіо Касіма Саппоро |
| Ріфу                       | Йокогама Сайтама Сендай Токіо Касіма Саппоро | Йокогама Сайтама Сендай Токіо Касіма Саппоро | Йокогама Сайтама Сендай Токіо Касіма Саппоро |
| Стадіон Маяґи              | Йокогама Сайтама Сендай Токіо Касіма Саппоро | Йокогама Сайтама Сендай Токіо Касіма Саппоро | Йокогама Сайтама Сендай Токіо Касіма Саппоро |
| 48000                      | Йокогама Сайтама Сендай Токіо Касіма Саппоро | Йокогама Сайтама Сендай Токіо Касіма Саппоро | Йокогама Сайтама Сендай Токіо Касіма Саппоро |
|                            | Йокогама Сайтама Сендай Токіо Касіма Саппоро | Йокогама Сайтама Сендай Токіо Касіма Саппоро | Йокогама Сайтама Сендай Токіо Касіма Саппоро |
| Саппоро                    | Йокогама Сайтама Сендай Токіо Касіма Саппоро | Йокогама Сайтама Сендай Токіо Касіма Саппоро | Йокогама Сайтама Сендай Токіо Касіма Саппоро |
| Саппоро Доум               | Йокогама Сайтама Сендай Токіо Касіма Саппоро | Йокогама Сайтама Сендай Токіо Касіма Саппоро | Йокогама Сайтама Сендай Токіо Касіма Саппоро |
| 42000                      | Йокогама Сайтама Сендай Токіо Касіма Саппоро | Йокогама Сайтама Сендай Токіо Касіма Саппоро | Йокогама Сайтама Сендай Токіо Касіма Саппоро |
|                            | Йокогама Сайтама Сендай Токіо Касіма Саппоро | Йокогама Сайтама Сендай Токіо Касіма Саппоро | Йокогама Сайтама Сендай Токіо Касіма Саппоро |

## Чоловічий турнір з футболу
| Група A                    | Група B                                       | Група C                            | Група D                                          |
| -------------------------- | --------------------------------------------- | ---------------------------------- | ------------------------------------------------ |
| Японія ПАР Мексика Франція | Нова Зеландія Південна Корея Гондурас Румунія | Єгипет Іспанія Аргентина Австралія | Бразилія Німеччина Кот-д'Івуар Саудівська Аравія |

## Жіночий турнір з футболу
| Група E                            | Група F                        | Група G                            |
| ---------------------------------- | ------------------------------ | ---------------------------------- |
| Японія Канада Велика Британія Чилі | КНР Бразилія Замбія Нідерланди | Швеція США Австралія Нова Зеландія |

## Медалісти
| Місце  | Країна   | Золото | Срібло | Бронза | Загалом |
| ------ | -------- | ------ | ------ | ------ | ------- |
| 1      | Бразилія | 1      | 0      | 0      | 1       |
| 1      | Канада   | 1      | 0      | 0      | 1       |
| 3      | Іспанія  | 0      | 1      | 0      | 1       |
| 3      | Швеція   | 0      | 1      | 0      | 1       |
| 5      | Мексика  | 0      | 0      | 1      | 1       |
| 5      | США      | 0      | 0      | 1      | 1       |
| Всього | Всього   | 2      | 2      | 2      | 6       |